# Yesügai
| Mongolische Bezeichnung | Mongolische Bezeichnung |
| ----------------------- | ----------------------- |
| Mongolische Schrift:    | ᠶᠢᠰᠦᠭᠡᠢ ᠪᠠᠭᠠᠲᠤᠷ         |
| Transliteration:        | yisüɣei baɣatur         |
| Kyrillische Schrift:    | Есүхэй баатар           |
| ISO-Transliteration:    | Esùhèj baatar           |
| Transkription:          | Jesüchei baatar         |
| Aussprache in IPA:      | [ˈjosuxɛː ˈbaːtər]      |
| Andere Schreibweisen:   | Yesükhei, Yesügai       |
| Chinesische Bezeichnung |                         |
| Traditionell:           | 也速該                  |
| Vereinfacht:            | 也速該                  |
| Pinyin:                 | Yěsùgāi                 |

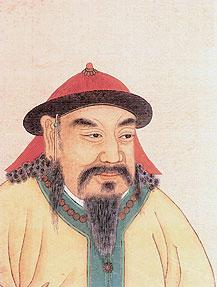
Yesügai

Yesügai Baghatur, auch Yesügei oder Yesükhei (ᠶᠢᠰᠦᠭᠡᠢ
ᠪᠠᠭᠠᠲᠤᠷ; Kyrillisch: Есүхэй баатар, Yesukhei baatar, ˈjosuxɛː ˈbaːtər; chinesisch 也速該, Pinyin Yěsùgāi; geb. 1134; gest. 1171), war ein bedeutender Häuptling der Khamag-Mongol-Konföderation und der Vater von Temüjin, der später als Dschinghis Khan bekannt wurde. Er stammte aus der Familie Borjigin und sein Name bedeutet wörtlich „Wie Neun“, was sich auf die Glück verheißenden Eigenschaften der mongolischen Glückszahl bezieht.

## Leben
Yesügai war der Sohn von Bartan Baghatur, des zweiten Sohnes von Khabul Khan. Khabul wurde von der Jin-Dynastie als Khagan anerkannt. Khabul Khan war wiederum der Urenkel des Mongolenhäuptlings Khaidu, welcher als erster versucht hatte, die Mongolen zu vereinen. Yesügais erste und wichtigste Frau, Hoelun, eine Tochter der Olkhunut-Waldbsippe, wurde von Yesügai mit Hilfe seines älteren Bruders Negün Taishi und seines jüngeren Bruders Daritai Otchigin von ihrem frisch verheirateten Ehemann Chiledu von den Merkits entführt. Yesügai entführte Hoelun wegen ihrer Schönheit und körperlichen Anzeichen von Fruchtbarkeit.
Nachdem der Khan der Khamag-Mongolen-Konföderation Hotula Khan gestorben war, hatte die Konföderation keinen gewählten König mehr, de facto regierte Yesügai die Konföderation. Yesügai hatte einen Blutsbruder („anda“), Toghrul Khan (später „Wang Khan“ oder „Ong Khan“). Yesügai half Toghrul, seinen Onkel Gurkhan zu besiegen. Nach Yesügais Tod half Toghrul dessen Sohn Temüjin zunächst dabei, seine Ehe mit Börte zu arrangieren und die Stämme zu vereinen, lief aber später zu Dschingis’ „Anda“ und Rivale Jamukha über.
1171 starb Yesügai, als sein Sohn Temüjin neun Jahre alt war. Die Geheime Geschichte der Mongolen erzählt, dass er von Tataren vergiftet wurde, als sie bei einer Hochzeit ein Essen teilten. Er sei auf dem Heimweg gewesen, nachdem er seinen Sohn Temüjin bei Dai Setsen, einem Adligen Khongirad, abgegeben hatte. Die beiden Väter hatten vereinbart, dass ihre Kinder, Temüjin und Börte, später heiraten sollten.
Yesügai stieß auf seinem Heimweg auf ein Zeltlager der Tataren, wo gerade ein Fest gefeiert wurde. Die Geheime Geschichte erklärt, dass er an dem Festmahl teilnehmen wollte, jedoch wusste, dass er seine Identität nicht verraten durfte, da er bei diesen Tataren bekannt war als der Mann, welcher deren Verwandten „Temüjin Uge“ acht Jahre zuvor in einer Schlacht getötet hatte. Yesügai glaubte, Glück zu haben, aber jemand erkannte ihn und gab ihm vergiftetes Essen unter der Vorspiegelung von Gastfreundschaft. Obwohl er sehr krank war, schaffte es Yesügai noch, das Zeltlager seiner Familie zu erreichen.
Yesügai starb drei Tage später zu Hause im Kreis seiner Familie und seiner Diener.

## Vermächtnis
Während der Herrschaft der Yuan-Dynastie erhielt er den Tempelnamen „Lièzǔ“ (chinesisch 烈祖 „Glühender Gründer“) und den posthumen Namen Shényuán Huángdì (chinesisch 神元皇帝 „Übernatürlicher Erster Kaiser“).

## Familie
Yesügai und Hoelun hatten die vier Söhne Temüjin (Dschinghis Khan), Hasar, Hachiun, Temüge und die Tochter Temülen. Yesügai hatte zwei weitere Söhne mit seiner zweiten Frau Sochigel: Behter und Belgutei. Die Geheime Geschichte der Mongolen erzählt, dass Temüjin in seiner Jugend seinen Bruder Behter in einem Kampf um Essen tötete. Sein anderer Halbbruder, Belgutei, blieb jedoch mit ihm freundschaftlich verbunden und wurde später einer seiner Generäle.